# Laurentina
Laurentina – ostatnia stacja linii B metra rzymskiego. Stacja została otwarta w 1955 roku. Poprzednią stacją jest EUR Fermi.
Niedaleko stacji mieści się Szpital Sant'Eugenio.